# Rhinolambrus longispinus
Rhinolambrus longispinus är en kräftdjursart som först beskrevs av Edward John Miers 1879.
Rhinolambrus longispinus ingår i släktet Rhinolambrus och familjen Parthenopidae. Inga underarter finns listade i Catalogue of Life.